# Championnats du monde de course en ligne de canoë-kayak de 1977
Navigation
Édition précédente Édition suivante
Les treizièmes championnats du monde de course en ligne de canoë-kayak se sont déroulés à Sofia (Bulgarie) en 1977.

## Podiums

### Hommes

#### Canoë
| Epreuve     | Or                                   | Temps | Argent                          | Temps | Bronze                                | Temps |
| C-1 500 m   | Lipat Variabev (ROU)                 |       | Ulrich Eicke (GER)              |       | Zdislav Soroko (URS)                  |       |
| C-1 1000 m  | Ivan Patzaichin (ROU)                |       | Sergey Antipov (URS)            |       | Tamás Buday (HUN)                     |       |
| C-1 10000 m | Tamás Wichmann (HUN)                 |       | Vasiliy Yurchenko (URS)         |       | Ivan Patzaichin (ROU)                 |       |
| C-2 500 m   | HUN László Foltan István Vaskúti     |       | Canada John Wood Gregory Smith  |       | URS Vasiliy Jurtzhenko Yuriy Lobanov  |       |
| C-2 1000 m  | URS Vasiliy Jurtzhenko Yuriy Lobanov |       | HUN Tamás Buday Oszkár Frey     |       | Pologne Jerzy Opara Andrzej Gronowicz |       |
| C-2 10000 m | URS Sergueï Petrenko Yuriy Lobanov   |       | ROU Lipat Variabev Pavel Cozlov |       | HUN Zoltán Parti András Hubik         |       |

#### Kayak
| Epreuve     | Or                                                                           | Temps | Argent                                                                       | Temps | Bronze                                                                             | Temps |
| K-1 500 m   | Vasile Diba (ROU)                                                            |       | Grzegorz Sledziewski (POL)                                                   |       | Zoltán Sztanity (HUN)                                                              |       |
| K-1 1000 m  | Vasile Diba (ROU)                                                            |       | Rüdiger Helm (GDR)                                                           |       | Oreste Perri (ITA)                                                                 |       |
| K-1 10000 m | Oreste Perri (ITA)                                                           |       | István Fábián (HUN)                                                          |       | Nikolay Stepanenko (URS)                                                           |       |
| K-2 500 m   | Allemagne de l'Est Joachim Mattern Bernd Olbricht                            |       | URS Viktor Vorobiyev Nikolay Astapkovich                                     |       | HUN Géza Csapó Jószef Svidró                                                       |       |
| K-2 1000 m  | HUN Zoltán Bakó István Szabó                                                 |       | Allemagne de l'Est Bernd Olbricht Joachim Mattern                            |       | URS Vladimir Romanovskiy Sergey Nagomy                                             |       |
| K-2 10000 m | URS Petras Shurskas Anatoliy Korolkov                                        |       | HUN Zoltán Bakó István Szabó                                                 |       | ROU Nicolae Tico Cuprian Macareanu                                                 |       |
| K-4 500 m   | Pologne Ryszard Oborski Daniel Welna Grzegorz Koltan Henryk Budzicz          |       | ROU Ion Dragulschi Beniami Borbandi Policarp Malihin Vasile Simiocenco       |       | ESP Herminio Menéndez Martin Vásquez Jóse Ramón López Luis Gregario Ramos          |       |
| K-4 1000 m  | Pologne Ryszard Oborski Daniel Welna Grzegorz Koltan Henryk Budzicz          |       | URS Aleksandr Shaparenko Vladimir Morozov Sergey Nikolskiy Aleksandr Avdeyev |       | ESP Herminio Rodriguez José Maria Esteban Jóse Ramón López Luis Gregario Ramos     |       |
| K-4 10000 m | URS Aleksandr Shaparenko Vladimir Morozov Sergey Nikolskiy Aleksandr Avdeyev |       | HUN Csaba Giczi Janos Ratkai István Joós Iván Herczeg                        |       | Pologne Andrzej Klimaszewski Krzysztof Lepianka Zbigniew Torzecki Zdzislaw Szubski |       |

### Femmes

#### Kayak
| Epreuve   | Or                                                                         | Temps | Argent                                                                                | Temps | Bronze                                                                | Temps |
| K-1 500 m | Gudrun Klaus-Dittmar (GDR)                                                 |       | Maria Cosma (ROU)                                                                     |       | Tatiana Korchounova (URS)                                             |       |
| K-2 500 m | Allemagne de l'Est Marion Rösiger Martina Fischer                          |       | ROU Agafia Orlov Natasia Nichitov                                                     |       | BUL Vania Gesheva Diana Christova                                     |       |
| K-4 500 m | BUL Maria Mintscheva Rosa Bohanova Velitscha Mintscheva Natascha Janakieva |       | Allemagne de l'Est Marion Rösiger Martina Fischer Sabine Pochert Gudrun Klaus-Dittmar |       | URS Taisiya Lapteyeva Galina Zhikareva Tatiana Korchounova Nina Doroh |       |

## Tableau des médailles
| Rang  | Nation               | Or | Argent | Bronze | Total |
| ----- | -------------------- | -- | ------ | ------ | ----- |
| 1     | URS                  | 4  | 4      | 6      | 14    |
| 2     | ROU                  | 4  | 4      | 2      | 10    |
| 3     | HUN                  | 3  | 4      | 4      | 11    |
| 4     | Allemagne de l'Est   | 3  | 3      | 0      | 6     |
| 5     | Pologne              | 2  | 1      | 2      | 5     |
| 6     | BUL                  | 1  | 0      | 1      | 2     |
| 7     | Italie               | 1  | 0      | 1      | 2     |
| 8     | Canada               | 0  | 1      | 0      | 1     |
| 9     | Allemagne de l'Ouest | 0  | 1      | 0      | 1     |
| 10    | ESP                  | 0  | 0      | 2      | 2     |
| Total | Total                | 18 | 18     | 18     | 54    |